# Bullshit (bande)
Bullshit var en rockergruppe, som opstod på Vestamager i slutningen af 1970'erne.
I foråret 2024 udkom tv-serien Bullshit om banden.

## Historien
Kort tid efter at Christiania havde holdt den såkaldte junkblokade for at få de hårde stoffer væk fra Christiania, begyndte medlemmer fra den nyopståede rockergruppe Bullshit at sælge hash åbenlyst. Salget foregik foran Bageriet ved Hovedporten, hvor aftalen ellers var, at man skal stå bagved, hvis man ville sælge hash.
Det åbenlyse salg gjorde, at der kom meget fokus på Bullshit og Christiania i aviserne og fjernsynet. Snart gik rygterne om voldelige episoder på diverse spillesteder, hvor christianitterne var blevet slået ned af medlemmer fra Bullshit.
Dette åbenlyse salg blev bragt op på Fællesmøder, hvor man snakkede om tingene. Bullshit kunne ikke se problemet i at de handlede med hash fordi det gjorde alle jo. Angiveligt turde christianitterne ikke sige deres mening offentlig, men bag Bullshit-medlemmernes ryg blev der talt om at få Bullshit ud af Christiania.
Politiet holdt øje med Bullshit hver gang de forlod Christiania, fulgte efter dem, stoppede dem og ransagede dem, men afholdt sig fra at gribe ind når Bullshit var på Christiania. 
Politipersonale fra Københavns Uropatrulje anholdt ofte Bullshit-medlemmer inde på Christiania, ligesom der blev foretaget mange visiteringer af medlemmerne, når de blev truffet på området. Personalet fra Københavns Uropatrulje foretog også ofte ransagninger af de lokaliteter, som Bullshit medlemmerne havde rådighed over på Christiania. En del hashsælgende Bullshit - medlemmer blev jævnligt anholdt inde på Forpladsen/Prærien et stykke fra Hovedindgangen til området - fra hjørnet. Prinsessegade-Bådsmandsstræde, hvor især Makrellen og Høvding, Pia hvem ? m.fl. havde deres domæne for salg af hash først i 1980erne. Først i 1980erne mødte en lille gruppe Christianitter også op hos Københavns Uropatrulje og anmodede om at få patruljens medvirken til fjernelse af Bullshit fra Christiania. Ledelsen i Uropatruljen afviste denne anmodning.
Den 25. maj 1984 blev den 24-årige rockerpræsident for Bullshit, Henning Norbert Knudsen, også kaldet Makrel, likvideret i sin bil, et folkevognsrugbrød, udenfor sit hus på Agerlandsvej 19 på Amager. Gerningsmanden Jørn Nielsen, også kaldet Jønke, havde gemt sig i en bil og da Knudsen havde sat sig ind i sin bil, affyrede han utallige skud mod forruden med en Stengun maskinpistol, hvorved Knudsen blev ramt af flere skud. Hustruen, den 22-årige Pia Soldthved Larsen, nåede at springe ud og komme i sikkerhed bagved bilen. Derefter gik Jønke nogle skridt hen til bildøren og affyrede endnu en skudsalve i ryggen på ham. Knudsen lå nu dræbt, halvt hængende ud af bildøren, ramt af 16 skud i halsen, brystet og ryggen.
Tre dage før juleaften i 1985 blev 'Høvding' – Anker Walther Markus – en 38-årig Bullshit-rocker – dræbt af otte skud på Christiania-værtshuset Nemoland.
I oktober 1987 fandt politiet en ituskåren mand støbt ned i betongulvet i Bullshitternes tilholdssted. Hurtig blev der holdt to fællesmøder, om Bullshit. Christianitterne malede ”Befriet område” på Bullshits fæstning; Multimediehuset. Der kom døgnvagt på alle udgange, og christianitterne var parate til at smide alle medlemmerne af Bullshit ud. Bullshit'erne begyndte lige så stille at fortrække sig fra Christiania, og er aldrig kommet tilbage siden.
Rygmærker blev fra da af forbudt på Christiania.
Gruppen blev opløst i 1988.
I 2017 udsendte TV-dokumentaristen Janus Køster-Rasmussen og Poltiken-journalisten Camilla Stockman bogen 'Bullshit - fortællingen om en familie' på forlaget Gyldendal.